# HBTQ-rättigheter i USA
HBTQ-personers rättigheter i USA har växt fram över tid och skiljer sig åt mellan olika delstater. Sexuella relationer mellan personer av samma kön har varit legalt i hela USA sedan 2003, genom Högsta domstolens utslag i Lawrence vs. Texas-fallet. 
Samkönade äktenskap erkänns sedan sommaren 2015 i hela USA efter utslag i Högsta domstolen, medan möjligheten att ingå samkönat äktenskap fortfarande inte är tillåtet i flera stater. Domaren Antony Kennedy uttalade sig om domslutet på detta sätt: “Samkönade par får nyttja den grundläggande rättigheten att gifta sig. Den friheten kan inte längre förvägras dem” .

## Viktiga årtal
- 1923 – Den första samlingen av lesbisk poesi släpps Elsa Gidlow.
- 1953 –  En medborgarrättsaktivist grips för homosexualitet och det blir tillåtet att avskeda någon på grund av deras sexuella läggning.
- 1962 – Illinois avkriminalliserar homosexuellt samlag.
- 1970 – Första samkönade paret får avslag i ansökan om att få gifta sig.
- 2004 – Massachusetts blir den första staten att legalisera samkönat äktenskap.
- 2015 – Samkönat äktenskap erkänns i hela USA[2]